# Tygrysi skok
Tygrysi skok (est. Tiigrihüpe, ang. Tiger Leap) – projekt realizowany w Estonii w latach 1996–1999, którego celem było zwiększenie dostępu do Internetu i podniesienie umiejętności cyfrowych społeczeństwa.

## Historia
Projekt powstał w 1996 roku. Za autorów uważa się ówczesnego ambasadora Estonii w USA Toomasa Hendrika Ilvesa i ministra edukacji Jaaka Aaviksoo. Został podpisany przez prezydenta Estonii Lennarta Meri 21 lutego 1996 roku. Pieniądze na jego realizację ujęto po raz pierwszy w budżecie na 1997 rok. Jednym z najważniejszych rezultatów projektu było podłączenie wszystkich estońskich szkół do Internetu. Po latach rządów sowieckich przepaść technologiczna między Estonią a krajami zachodnimi utrzymywała się do połowy lat 90. XX wieku. W szkołach były jeszcze komputery 8-bitowe z systemem operacyjnym CP/M. W ramach projektu w większości szkół utworzono pracownię komputerową i zaprzestano korzystania z UUCP. Wymieniono również komputery zastępując je komputerami IBM, dofinansowując samorządom w połowie nakłady na ten cel. Wszystkie szkoły zostały wyposażone w komputery do 2000 roku, a do 2001 roku zostały również podłączone do Internetu. Program realizowała Fundacja Tiger Leap. W 2013 roku fundacja weszła w skład Hariduse Infotehnoloogia SA (HITSA). 1 sierpnia 2020 roku zlikwidowano HITSA, a wszystkie jej działania i usługi przejęła nowo powołana Haridus- ja Noorteamet (tłum. Rada Edukacji i Młodzieży).
W ramach programu zorganizowano w 1997 roku 40 godzinne kursy ICT (Information and Communication Technologies) dla nauczycieli. Drugi etap szkolenia nauczycieli zrealizowano w 1999 roku. Uczono nauczycieli korzystania z elektronicznych materiałów szkoleniowych, wyszukiwania informacji w Internecie i przygotowywania materiałów edukacyjnych. Program został zakończony w 2000 roku. Podsumowując jego wyniki stwierdzono: wszystkie szkoły mają komputery i łącze internetowe (średnio 25 uczniów na komputer), w zakresie podstawowych umiejętności obsługi komputera zostało przeszkolonych 65% wszystkich nauczycieli, zakupiono (głównie dla szkół średnich) 61 pakietów oprogramowania edukacyjnego, opracowano 39 nowych programów edukacyjnych, powstał portal edukacyjny Teachers NetGate. Koszt realizacji programu wyniósł: około 10 mln USD wyłożył budżet państwa, 2 mln USD pozyskano z unijnego programu PHARE, 5 mln USD przeznaczyły na program gminy i 120 000 USD lokalne firmy.
W latach 2001–2005 kontynuowano działania realizując program Tiger Leap Plus. Na wstępie przeprowadzono badania jak ICT wpływa na jakość nauczania i ustalono jakie umiejętności w zakresie ICT powinni opanować uczniowie szkół podstawowych i średnich, zmieniono portal Teachers NetGate na Koolielu (tłum. Życie szkoły), uruchomiono „e-gimnazjum” oraz nadal szkolono nauczycieli.